# Susanne Wallmark
Eva Susanne Wallmark, född Lundh 19 november 1963 i Landskrona församling, Malmöhus län, är en svensk tidigare politiker (moderat), numera universitetsdirektör vid Malmö universitet.

## Biografi
Susanne Wallmark var ordförande i Föreningen Heimdal 1986–1987, ordförande i Uppsala studentkår 1987 och förbunds- respektive organisationssekreterare i Fria Moderata Studentförbundet 1987–1988. I Uppsala gifte hon sig med Hans Wallmark.
Därefter förtroendevald på landstingsnivå först i Uppsala län, senare i Malmöhus län. Åren 1996–2000 var hon kommunalråd i Landskrona kommun.
Wallmark arbetade mellan 2000 och 2006 på KPMG som avdelningschef och certifierad kommunal yrkesrevisor. Mellan 2006 och 2012 arbetade Wallmark vid Lunds universitet., där hon var chef för internrevisionen, utvärderingschef och planeringschef. 2012 tillträdde hon tjänsten som universitetsdirektör vid Örebro universitet.
Sedan den 1 september 2014 innehar Susanne Wallmark tjänsten som förvaltningschef vid Malmö högskola.